# Marcipalina hayesi
Marcipalina hayesi là một loài bướm đêm trong họ Erebidae.